# Mistrovství světa v ledním hokeji 2021 (Divize III)
III. divize Mistrovství světa v ledním hokeji 2021 se měla hrát od 18. dubna do 24. dubna 2021 v Kockelscheueru v Lucembursku a od 19. dubna do 25. dubna 2021 v Kapském Městě v Jihoafrické republice. 18. listopadu 2020 byl tento turnaj kvůli pandemii covidu-19 zrušen.

## Herní systém
V divizi III mělo hrát 12 týmů. Ty měly být rozděleny do hlavní skupiny A s šesti týmy a rovněž šestičlenné kvalifikační skupiny B. První tým hlavní skupiny měl postoupit do skupiny B II. divize. Vítěz kvalifikační skupiny měl postoupit do hlavní skupiny III. divize, poslední tým měl sestoupit do IV. divize.

## Skupina A
Turnaj se měl uskutečnit od 18. do 24. dubna 2021 v Kockelscheueru.
| Tým                     | Kvalifikace                                       |
| ----------------------- | ------------------------------------------------- |
| Severní Korea           | 6. místo v Divizi II - skupině B 2019 a sestup    |
| Turecko                 | 2. místo v Divizi III - skupině A 2019            |
| Turkmenistán            | 3. místo v Divizi III - skupině A 2019            |
| Lucembursko             | Pořadatel, 4. místo v Divizi III - skupině A 2019 |
| Tchaj-wan               | 5. místo v Divizi III - skupině A 2019            |
| Spojené arabské emiráty | 1. místo v Divizi III - skupině B 2019 a postup   |

### Výsledky
|  | Jeden tým postupující do skupiny B divize II |
|  | Jeden tým sestupující do skupiny B           |

### Tabulka
| Poř. | Tým                     | Z | V | VP | PP | P | GV | GI | +/- | B |
| ---- | ----------------------- | - | - | -- | -- | - | -- | -- | --- | - |
| 1.   | Severní Korea           | 0 | 0 | 0  | 0  | 0 | 0  | 0  | 0   | 0 |
| 2.   | Turecko                 | 0 | 0 | 0  | 0  | 0 | 0  | 0  | 0   | 0 |
| 3.   | Turkmenistán            | 0 | 0 | 0  | 0  | 0 | 0  | 0  | 0   | 0 |
| 4.   | Lucembursko             | 0 | 0 | 0  | 0  | 0 | 0  | 0  | 0   | 0 |
| 5.   | Tchaj-wan               | 0 | 0 | 0  | 0  | 0 | 0  | 0  | 0   | 0 |
| 6.   | Spojené arabské emiráty | 0 | 0 | 0  | 0  | 0 | 0  | 0  | 0   | 0 |

## Skupina B
Turnaj se měl uskutečnit od 19. do 25. dubna 2021 v Kapském Městě.
| Tým                 | Kvalifikace                                                |
| ------------------- | ---------------------------------------------------------- |
| JAR                 | Pořadatel, 6. místo v Divizi III - skupině A 2019 a sestup |
| Hongkong            | 2. místo v Divizi III - skupině B 2019                     |
| Thajsko             | 3. místo v Divizi III - skupině B 2019                     |
| Bosna a Hercegovina | 4. místo v Divizi III - skupině B 2019                     |

### Výsledky
|  | Jeden tým postupující do skupiny A |
|  | Jeden tým sestupující do divize IV |

### Tabulka
| Poř. | Tým                 | Z | V | VP | PP | P | GV | GI | +/- | B |
| ---- | ------------------- | - | - | -- | -- | - | -- | -- | --- | - |
| 1.   | JAR                 | 0 | 0 | 0  | 0  | 0 | 0  | 0  | 0   | 0 |
| 2.   | Hongkong            | 0 | 0 | 0  | 0  | 0 | 0  | 0  | 0   | 0 |
| 3.   | Thajsko             | 0 | 0 | 0  | 0  | 0 | 0  | 0  | 0   | 0 |
| 4.   | Bosna a Hercegovina | 0 | 0 | 0  | 0  | 0 | 0  | 0  | 0   | 0 |